# Place Saint-Pierre (Wasmes)
Pour les articles homonymes, voir Place Saint-Pierre (homonymie).
La place Saint-Pierre de Wasmes est une place commerçante de Colfontaine.

## Présentation
La place Saint-Pierre de Wasmes ou place Maria Gavieau, est située dans la commune belge de Colfontaine. Le nom de la place est un hommage à l’apôtre Pierre. C'est une place commerçante dont l'architecture, rénovée il y a quelques années[évasif], rappelle un paysage rural. Les commerces qui la composent s'étendent jusqu'au bas des rues voisines. Ces rues qui rejoignent, et pour certaines, traversent la place sont : La rue Saint-Pierre, la rue Maréchal Joffre, Avenue Kennedy, la rue du Pré Bara et la rue du bois.
Elle comportait jadis un monument représentant Vincent van Gogh avec l'inscription « D'ici partit Vincent Van Gogh à la recherche du soleil et de soi-même. Année 1880. » Ce monument a aujourd'hui été déplacé à un rond-point situé non loin de la place.
La place est en contrebas par rapport aux rues l'entourant ce qui provoque des inondations lors des fortes pluies.
À la fin des années 1990/début 2000 un rond-point est construit à l'extrémité ouest de la place,.

## Événements
La place Saint-Pierre est un lieu qui accueille des événements tels que la course cycliste Grand Prix Pino Cerami.
Des « Feux Saint-Pierre », fête locale autrement connue sous le nom de « Fête de la Saint-Jean », étaient organisés sur la place mais l’arrivée de magasins ne laissa plus assez de place pour cette fête, elle n’est donc plus organisée sur la place saint-Pierre. Au départ, le feu Saint Pierre avait lieu sur la petite place à l'entrée de la rue Pierre Delhaye.